# Бастан (комарка)
Бастан (исп. Baztán) — историческая область и район (комарка) в Испании на северо-западе провинции Наварра, относится к региону Меридад-де-Памплона и Кантабрийским долинам. По территории протекает река Бидасоа.

## Описание
Состоит всего из трех муниципалитетов (Бастан, Сугаррамурди и Урдакс), которые имеют схожие климатические характеристики и ведут одинаковую сельскохозяйственную деятельность. Административно они независимы друг от друга, но исторически тесно связаны. Так, ранее существовавшее архиерейство Бастан включало города долины Бастана (кроме Ороноса), а также Майя, Урдакс и Сугаррамурди. И на ярмарке в Элизондо, центре долины Бастан, также активно участвовали жители Майя, Урдакс и Сугаррамурди. При этом, например, по Пограничному договору 1856 года долина Бастан имела соглашения с некоторыми французскими городами, а Майя, Урдакс и Сугаррамурди в них не участвовали. Ныне город Майя включен в муниципалитет Бастан.
Урдакс и Сугаррамурди расположены немного дальше от Бастана и совсем далеко от Памплоны, в транспортном отношении менее доступны.

## Муниципалитеты
1. Бастан
2. Сугаррамурди
3. Урдакс